# Vărbitsa (distrikt i Pleven)
Vărbitsa (bulgariska: Върбица) är ett distrikt i Bulgarien.   Det ligger i kommunen Obsjtina Pleven och regionen Pleven, i den centrala delen av landet, 140 km nordost om huvudstaden Sofia.